# Небезпечна гра
Небезпечна гра (англ. Dangerous Game) — американський фільм 1993 року режисера Абеля Феррара.

## Сюжет
Відомий режисер Едді Ізраель починає зйомки головного проекту свого життя. Його новий фільм — про складні стосунки подружжя. Дійсність постійно перемішується з сюжетом сценарію, в якому є і кримінальна лінія. Важка атмосфера на знімальному майданчику, несхожість характерів і темпераментів створює жахливу суміш людських відносин, які загрожують неминучою розв'язкою.

## У ролях
| Актор               | Роль                   |
| ------------------- | ---------------------- |
| Гарві Кейтель       | Едді Ізраїль           |
| Мадонна             | Сара Дженнінгс         |
| Джеймс Руссо        | Френсіс Бернс          |
| Ненсі Феррара       | Медлін Ізраїль         |
| Райллі Мерфі        | Томмі                  |
| Віктор Арго         | постановник            |
| Леонард Л. Томас    | Prop Guy               |
| Крістіна Фултон     | блондинка              |
| Хезер Брекен        | Стюардеса              |
| Гленн Пламмер       | приятель Бернса        |
| Нікі Манро          | Дівчина в Трейлер      |
| Лорі Істсайд        | гість                  |
| Джон Снайдер        | гість                  |
| Адіна Вінстон       | гість                  |
| Ділан Хандлі        | гість                  |
| Джульєтт Хоун       | клієнт бару            |
| Джулі Поп           | офіціантка             |
| Лілі Барша          | стюардеса              |
| Робін Б. Ешлі       | стюардеса              |
| Ентоні Редман       | Свінгер                |
| Noga Isackson       | 1-й асистент режисера  |
| Ренді Сабусава      | продюсер               |
| Мелінда Ешелман     | гардероб               |
| Джессі Лонг         | сценарист супервайзер  |
| Лінда Мерфі         | оператор               |
| Марта Буковскі      | Video Tap Monitor      |
| Білл Поуп           | оператор камери        |
| Мартін Шер          | оператор камери        |
| Джеймс Фіцджералд   | 1-й асистент оператора |
| Хірам Ортіс         | волосся                |
| Хауелл Колдуелл     | 2-й асистент режисера  |
| Річард Белзер       | камео                  |
| Енні Макінрой       | камео                  |
| Семмі Джек Прессман | камео                  |
| Стів Альберт        | диктор боксу           |
| Бонні Бреннан       | офіціантка             |
| Кен Келш            | оператор               |